# 福田眞人
福田 眞人（ふくだ まひと、9月19日 - ）は、日本の比較文化、医学史研究家、名古屋大学名誉教授、名古屋外国語大学教授。

## 略歴
京都市生まれ。父は日本画家福田巌笑、母は俳人の福田万紗子。京都大学工学部資源工学科在学中に、京都教育大学教育学部附属高等学校の英語教師だった詩人沢井淳弘（後の京都産業大学教授）の影響で、同人誌「Trabali」、「文芸林泉」を西村豪人らと刊行して、小説を執筆した。
卒業後、東京の出版社勤務を経て、1981年東京大学大学院人文科学研究科比較文学比較文化修士課程入学、芳賀徹に師事。特に日英の医学、疾病の歴史、ヴィクトリア朝英国と明治日本を比較文化史的に研究している。博士課程単位取得満期退学ののち、名古屋大学言語文化部助教授、のち国際言語文化研究科教授・科長、国際言語センター長。2017年定年退任、名古屋大学名誉教授となり、その後名古屋外国語大学教授、大学院国際コミュニケーション研究科科長、世界教養学部長を経て、現在特任教授。
1994年「近代日本における結核の文化史」で東京大学博士（学術）の学位取得。また同論文を書籍化した『結核の文化史』で1995年、毎日出版文化賞受賞。この間、オックスフォード大学ウエルカム医学史研究所客員研究員、ハーバード大学科学史科招致研究員、デリー大学客員教授。日本学術振興会 (JSPS)・学術システム研究センター・主任研究員として人文学分野を担当した。中華人民共和国上海の東華大学客員教授である。

## 活動
研究テーマは疾病の文化史的研究で、結核（肺病、労咳）の東西におけるイメージの研究が中心にある。ギリシャ・ローマ時代から中世、近世を経て、結核が独特のイメージ、とりわけ天才と美女（佳人薄命）の病気と考えられるに至った経緯を解明している。結核に関しては、1917年から1923年にかけてアメリカ・マサチューセッツ州フレイミングハムで行われた結核実験 (Framingham Community Health and Tuberculosis Demonstration) の、医学的意味、社会学的意味を追究している。
梅毒・淋病を含む性感染症 ・性病(STD, VD) では、梅毒の検査（検梅）、予防対策、治療の歴史を、特に19世紀の幕末明治維新に来日し、横浜に日本最初の梅毒病院(Yokohama Lock Hospital)を1868年に建設した英国海軍軍医ジョージ・ニュートン (Dr.George B. Newton, RN,1829-71) を中心に研究している。現代のエイズ、クラミジア、ヘルペスにもその研究は及んでいる。
この研究に関しては、亀井俊介から、疾病の性関係の研究を勧められたが、特にポルノグラフィに関する資料がなく、この点に関しては今後の展開が期待される。亀井の著書『ピューリタンの末裔たち アメリカ文化と性』（研究社出版,1987)などがあるが、弟子の一人の吉原真里などにすでにその著作が見られる。
他に、清潔の観念からの水の文化史的研究（上下水道、水の政治的位置、水紛争、風呂、トイレ、排水、美容のための水、温泉入浴、海水浴、水が身体に与える影響、ペットボトル水の普及など）、指紋の研究、身体の文化誌、火と炊事・台所・暖房・煙突の文化史的研究、医学の社会的文化的位置を見定める医学史全体の概観にも努めている。また、北里柴三郎、森鷗外、ビタミンB1研究の高木兼寛、青山胤通、世界で最初に人工癌を作った山極勝三郎、ドイツの細菌学者ロベルト・コッホの関係についても伝記的研究を進めている。
また新たに身体の文化史的研究も進めている。その一端として、手が文化的にどのように把握されてきたかを論じた論文を発表している。「手を巡る断想」Artes Mundi.

## 著書

### 単著
- Public Health and the Modern State (Rodopi, Amsterdam, 1994)
- 『結核の文化史：近代日本の病のイメージ』（名古屋大学出版会、1995年）
- 『結核という文化 病の比較文化史』（中公新書、2001年）
- 『北里柴三郎：熱と誠があれば』（ミネルヴァ書房、日本評伝選、2008年）
- 『水と清潔：風呂・トイレ・水道の比較文化史』（朝日新聞出版、2024年）

### 共編著
- "Public Health in Modern Japan: From Regimen to Hygiene" in Dorothy Porter ed., The History of Health and the Modern State, (Clio Medica /25 History of Medicine,Rodopi B. V., Amsterdam, Netherlands/Atlanta, GA, USA,1994)
- 『日本梅毒史の研究 医療・社会・国家』（鈴木則子、思文閣出版、2005年）
- 『病院と病気』（編著「コレクション・モダン都市文化」 第55巻、ゆまに書房 2009年）
- 『日本とヴィクトリア朝英国 交流のかたち』松村昌家編 山口惠里子、中島俊郎、大田垣裕子共著 大阪教育図書 2012
- Health Transitions and the Double Disease Burden in Asia and the Pacific: Histories of Responses to Non-Communicable and Communicable Diseases (Routledge Advances in Asia-Pacific Studies), Routledge, 2013)
- ФУКУДА Махито, «Английский морской врач Джордж Б. Ньютон и первая больница для лечения сифилиса в Йокогаме», Миядзаки Т.(отв. ред.) Медицина и Империя:Открытые порты, вооруженные силы и благотворительность в 19 - начале 20 вв.М.2018.

## 翻訳監修
- ルチャーノ・ステルペローネ著、小川熙（訳）、福田眞人（医学史監修）『医学の歴史』（原書房、2009年）

## 論文
- 結核の文学史序説 病の比較文化史的研究

## 筆名
日本文芸家協会会員で、由崎迫三（ゆき さこみ）の筆名で登録されている。

## 関連人物
- 芳賀徹
- 佐伯彰一
- 小堀桂一郎
- 村上陽一郎
- 伊東俊太郎
- 由良君美
- 亀井俊介
- 亀山郁夫
- 酒井シヅ
- 鈴木則子
- 河村温